# Yann Goulet
Yann Goulet o Yann Renard Goulet (Saint-Nazaire (Loira Atlántico), 20 de agosto de 1914 - Bray, Wicklow, 22 de agosto de 1999) fue un escultor y nacionalista bretón nacionalizado irlandés.
Estudió arquitectura en la École nationale supérieure des beaux-arts de París y aprendió escultura de Charles Despiauy fue discípulo de Auguste Rodin. Obtuvo algunos premios en escultura y pintura; en 1938 unos bajorrelieves fueron expuestos en la Exposición Internacional de París y 1939 esculpió en Lille el Monumento a la Juventud del Imperio Francés.
Inicialmente militó en la SFIO y formó parte del movimiento artístico bretón Seiz Breur. Posteriormente se relacionó con el Partido Nacional Bretón y fue relacionado con el atentado que Gwenn ha Du hizo en el monumento a la federación bretona-angevina en Pontivy el 18 de diciembre de 1938.

## Segunda Guerra Mundial
Al estallar la Segunda Guerra Mundial fue enviado al frente y fue capturado por los alemanes el 11 de junio de 1940. Internado en el campo de Luckenwalde, se unió al Bretonische Regierung y en septiembre de 1940 llegó a Pontivy con un convoy de miembros del Partido Nacional Bretón. Fue nombrado jefe de los Bagadoù Stourm con Raymond Delaporte, a la que le quiso dar un impulso más irlandés, al estilo del IRA, a diferencia del Lu Brezhon, fundado por Celestin Lainé, con quien desde 1941 mantenía relaciones muy tensas. Se negó a seguir el enfoque proalemán de Lainé y Olier Mordrel, y con Alan Louarn, se opuso a los intentos de reclutamiento para las SS de los miembros de Bagadoù Stourm.
En 1943 fue encargado del campamento de verano Bagadoù Stourm en 1943, y el 11 de agosto fue detenido por la policía francesa por haber secuestrado un inspector de policía. Fue nuevamente arrestado por la policía francesa en Rennes el 9 de septiembre de 1943 y puesto en prisión junto a Jacques Cartier con Jean El Haridon. Los alemanes los liberaron el 30 de octubre de 1943. No hay pruebas que la detención de Yann Goulet por los alemanes y su posterior detención hasta octubre de 1943, con una huelga de hambre, inclinasen a la mayoría de la sección de Saint-Nazaire del Bagadoù Stourm a la resistencia activa, aunque dos militantes murieron deportados en Alemania.

## Exilio en Irlanda
Cuando se produjo la liberación había pedido asilo al Estado Libre de Irlanda y en 1947 fue condenado a muerte en ausencia por el delito de colaboración por el Tribunal de Justicia de Rennes. Obtuvo el apoyo diversos militantes comunistas, y hay testimonios de familias judías que escondió durante la guerra.

### Esculturas
En 1952 adquirió la nacionalidad irlandesa y trabajó como profesor de arte de escultura en la Royal Hibernian Academy. Pronto fue considera como uno de los escultores del país, se le encargó el panteón de nacionalismo irlandés. Muchas de sus obras adornan los edificios públicos de Dublín (Memorial Custom House de Dublín, Comité Kerry Comité de Ballyseedy, homenaje a los combatientes de la libertad de East Mayo a Kilkellys). También fue nombrado miembro de Aosdána en 1982.

### Política
En 1969 fue secretario general del CBL (Comité de la Bretaña Libre) y redactó numerosos comunicados del Frente de Liberación de Bretaña, del que se consideraba portavoz en el exterior. De hecho, nunca ejerció ninguna influencia real en la reactivación del nacionalismo bretón,Goulet siempre apoyó a su «revolución nacional que nos pasó en 1940». Su reputación en Irlanda ha sido controvertida.
En 1972 hizo de mediador en las conversaciones entre el líder del IRA Joe Cahill y Muammar al-Gaddafi. Posteriormente apoyó al movimiento republicano a través de su amigo Ruairí Ó Brádaigh y al IRA de Continuidad hasta su muerte en 1999. En 1982 fue nombrado miembro de Aosdana.